# 북부보르네오관코박쥐
북부보르네오관코박쥐(Murina rozendaali)는 애기박쥐과에 속하는 박쥐의 일종이다. 말레이시아에서만 발견된다.

## 특징
작은 박쥐로 몸통 길이가 40.4~44.4mm이고 전완장이 28~32.8mm, 꼬리 길이가 29.2~34.9mm이다. 발 길이는 7.6~8.1mm, 귀 길이는 12.3~14.1mm이고 몸무게는 최대 4.8g이다. 털이 길고 부드럽다. 등쪽은 짙은 갈색을 띠는 반면에 배쪽은 누르스름한 갈색이 섞인 흰색을 띤다.

## 생태
울창한 식물 속에 은신한다. 수면 위를 나는 곤충을 주로 포획하여 먹는다. 6월에 젖을 먹이는 암컷이 붙잡히지만 성적으로 성숙한 수컷은 8월과 10월 사이에 포획된다.

## 분포 및 서식지
태국 반도와 말레이반도. 수마트라섬에 널리 분포하고 보르네오섬의 말레이시아 사라왁주와 사라왁주의 4곳에서도 알려져 있다. 해발 약 150m의 딥테로카르푸스 숲과 상록수림에서 서식한다.